# Hennie Kuiper
Hendrikus Andreas "Hennie" Kuiper (nascido em 3 de fevereiro de 1949) é um ex-ciclista profissional holandês que representou os Países Baixos nos Jogos Olímpicos de Verão de 1972, conquistando a medalha de ouro na prova de estrada (individual), e não conseguiu terminar a sua corrida dos 100 km contrarrelógio por equipes.